# 双模直放站
双模直放站是指能同时放大二个移动通信系统信号的直放站。
GSM+DCS双模直放站：由于移动通信的特点，部分区域的话务量比较集中，且增长极快，致使部分区域频率资源偏紧，于是双频网应运而建。在城区运用GSM1800有效合理分担GSM900的话务，提高网络的承载能力，提升ARPU值（单位用户平均收入）。但在城区的一些室内分布系统和直放站，只建设了GSM单系统。在应用上可能局部影响了双频网的效果。如果采用双系统直放站则可更充分利用DCS1800的话务能力，缓解忙时GSM900网络的承载。
双系统直放站的优点：    
1）低投入，高产出。
相对多台设备的投入，多系统设备的性价比就相当可观。尤其对于运营商的网络优化相当重要（原来运营商对于几个系统可能需要分次投入，现在能一步到位。）因此在相同投入的情况下，多系统设备能提供更高的ARPU值。
2）节省空间，安装/维护费用低
通常二个系统安装多台设备，还需要再对主设备进行合路，主设备的安装和合路平台的安装都需要空间，特别是因为外置的原因，用的馈线都比较粗，转角不易控制，所以不得不占用较大的空间。而多系统设备合路全在内部完成，由于有有源器件的补充，所以跳线可用比较细的，特别是多系统设备并不只是简单的多系统合路，它内部已把多系统的很多共通部分设计在了一起。所以能大大节省安装空间。